# Khawal

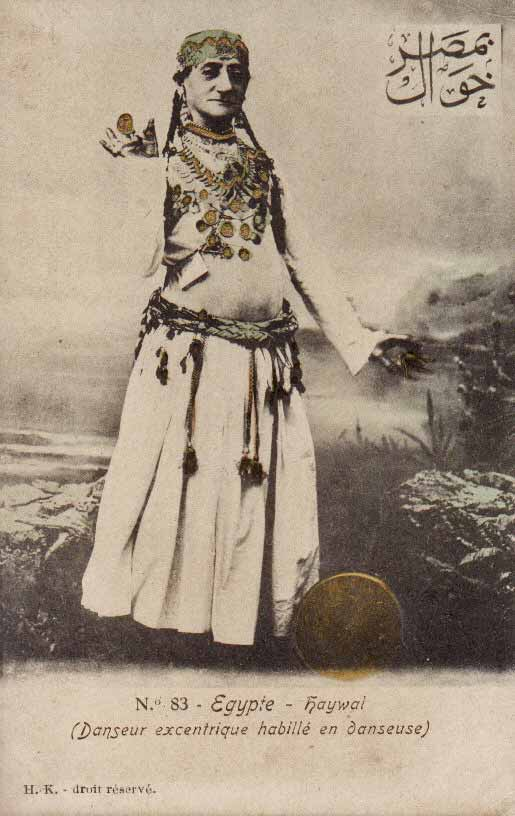
Cartão postal representando um khawal (pré-1907).

Khawal (plural: khawalat) (em árabe: خول) era um dançarino egípcio tradicional do sexo masculino vestido com trajes femininos que foi popular até o final do século XVIII e início do século XIX.

## Nome
De acordo com o dicionário árabe mais antigo, Kitab al-'Ayn, a palavra "al-khawal" era sinônimo de servo ou escravo. Os Khawalat foram adquiridos por meios desconhecidos, talvez comprados como um saque de guerra. No entanto, eram diferentes do resto dos escravos clássicos porque a compra de um khwal não significava sua posse enquanto propriedade.

## História
Após proibições de mulheres dançando em público, garotos e homens crossdressers tomaram seu lugar em todo o Oriente Médio; e em alguns países árabes, esses dançarinos eram conhecidos como gawwal, e no Egito, eles eram conhecidos pelo termo relacionado khawal. O khawal imitava as ghawazi dançando com o acompanhamento de castanholas, pintando as mãos com henê, trançando seus cabelos longos, arrancando seus pelos faciais, usando maquiagem e adotando os modos das mulheres.
Como se fazem passar por mulheres, suas danças são exatamente da mesma descrição das Ghawazee [dançarinas]... Sua aparência geral... é mais feminina do que masculina: eles deixam os cabelos crescerem, e geralmente os trançam, à maneira das mulheres... eles imitam as mulheres também aplicando kohl e henê em seus olhos e mãos como as mulheres.
Os Khawal se distinguiram das mulheres por usar uma mistura de roupas masculinas e femininas. Eles desempenhavam várias funções, como casamentos, nascimentos, circuncisões e festivais.
Nos séculos XVIII e XIX, eles também costumavam se apresentar para visitantes estrangeiros, chocando-os ou encantando-os de várias maneiras. Os khawalat eram considerados sexualmente disponíveis; seu público masculino achava sua ambigüidade sedutora.
Na gíria egípcia moderna, o termo é pejorativo e refere-se a um homem gay passivo.